# Elaphoidella salvadorica
Elaphoidella salvadorica is een eenoogkreeftjessoort uit de familie van de Canthocamptidae. De wetenschappelijke naam van de soort is voor het eerst geldig gepubliceerd in 1976 door Ebert.